# Bob Gross
Robert Edwin "Bob" Gross (San Pedro, California, 3 de agosto de 1953) es un exjugador de baloncesto estadounidense que disputó ocho temporadas en la NBA. Con 1,98 metros de altura, lo hacía en la posición de escolta.

## Trayectoria deportiva

### Universidad
Tras jugar dos temporadas en la Universidad de Seattle y pasar un año en blanco en el community college de Los Angeles Harbor, jugó durante dos temporadas con los 49ers de la Universidad Estatal de California, Long Beach, en las que promedió 11,1 puntos y 6,5 rebotes por partido. En su última temporada con los 49ers fue elegido Jugador del Año de la Big West Conference y, por supuesto, incluido en el mejor quinteto de la conferencia.

### Profesional
Fue elegido en la vigésimo quinta posición del Draft de la NBA de 1975 por Portland Trail Blazers, y también por los San Diego Conquistadors en la tercera ronda del draft de la ABA, eligiendo la primera opción. Allí, tras un primer año en el banquillo, rápidamente se hizo con el puesto de titular en la temporada 1976-77, en la que se proclamaron campeones de la NBA tras derrotar en la final a Philadelphia 76ers. Gross colaboró con 11,4 puntos, 4,8 rebotes y 3,0 asistencias por partido.
Al año siguiente disputaría la que sería al final su mejor temporada como profesional, no solo por sus estadísticas, 12,7 puntos y 5,6 rebotes por partido, sino también por ser incluido en el segundo mejor quinteto defensivo de la NBA.
Jugó cuatro temporadas más con los Blazers, en las cuales fue perdiendo protagonismo, y, finalmente, al término de la temporada 1981-82 no le fue renovado el contrato, traspromediar 7,2 puntos en 59 partidos. Estuvo sin equipo durante varios meses, hasta que los San Diego Clippers lo contrataron como agente libre por 10 días. Fue renovado hasta el final de la campaña, pero tras la misma se retiraría definitivamente.
Años más tarde, su camiseta con el número 30 fue retirada por su equipo como homenaje, dándose la circunstancia que dicho número ya estaba retirado previamente, en honor de Terry Porter.

## Estadísticas de su carrera en la NBA

### Temporada regular
| Temp.   | Edad | Equipo    | Liga | P   | TIT | MIN  | TC  | TCA  | %TC  | 3P  | 3PA | %3P  | TL  | TLA | %TL  | R.OF. | R.DEF. | REB | ASIS | ROB | TAP | PER | FP  | PTS  |
| 1975-76 | 22   | Portland  | NBA  | 76  |     | 19.4 | 2.8 | 5.3  | .523 |     |     |      | 1.3 | 1.9 | .683 | 1.8   | 2.2    | 4.0 | 2.1  | 1.2 | 0.6 |     | 2.4 | 6.8  |
| 1976-77 | 23   | Portland  | NBA  | 82  |     | 27.2 | 4.6 | 8.7  | .529 |     |     |      | 2.2 | 2.6 | .851 | 2.1   | 2.7    | 4.8 | 3.0  | 1.3 | 0.7 |     | 3.1 | 11.4 |
| 1977-78 | 24   | Portland  | NBA  | 72  |     | 30.0 | 5.3 | 10.0 | .529 |     |     |      | 2.1 | 2.6 | .800 | 2.5   | 3.1    | 5.6 | 3.5  | 1.4 | 0.7 | 2.5 | 3.3 | 12.7 |
| 1978-79 | 25   | Portland  | NBA  | 53  |     | 27.2 | 3.9 | 8.4  | .472 |     |     |      | 1.8 | 2.2 | .807 | 2.0   | 2.7    | 4.7 | 3.5  | 1.3 | 0.9 | 2.3 | 3.0 | 9.7  |
| 1979-80 | 26   | Portland  | NBA  | 62  |     | 25.5 | 3.6 | 7.6  | .468 | 0.0 | 0.2 | .100 | 1.5 | 1.8 | .833 | 1.4   | 2.7    | 4.0 | 3.7  | 1.0 | 0.8 | 2.7 | 2.9 | 8.7  |
| 1980-81 | 27   | Portland  | NBA  | 82  |     | 23.6 | 3.1 | 5.8  | .528 | 0.0 | 0.1 | .000 | 1.6 | 1.9 | .849 | 1.5   | 2.5    | 4.0 | 3.1  | 1.1 | 0.8 | 1.8 | 2.9 | 7.8  |
| 1981-82 | 28   | Portland  | NBA  | 59  | 24  | 23.3 | 2.9 | 5.5  | .537 | 0.1 | 0.1 | .500 | 1.3 | 1.8 | .750 | 1.7   | 2.7    | 4.4 | 2.1  | 1.3 | 0.7 | 1.5 | 2.7 | 7.2  |
| 1982-83 | 29   | San Diego | NBA  | 27  | 3   | 13.8 | 1.3 | 3.0  | .427 | 0.0 | 0.1 | .333 | 0.4 | 0.7 | .632 | 1.2   | 1.3    | 2.4 | 1.3  | 0.8 | 0.3 | 0.9 | 2.6 | 3.1  |
| Total   |      |           | NBA  | 513 | 27  | 24.5 | 3.6 | 7.1  | .512 | 0.0 | 0.1 | .179 | 1.7 | 2.1 | .798 | 1.8   | 2.6    | 4.4 | 2.9  | 1.2 | 0.7 | 2.1 | 2.9 | 8.9  |

### Playoffs
| Temp.   | Edad | Equipo   | Liga | P  | MIN | TCA | TC  | 3PA | 3P | TLA | TL | R.OF. | REB | ASIS | ROB | TAP | PER | FP  | PTS | %TC  | %3P | %FT   | MIN  | PTS  | REB | AST |
| 1976-77 | 23   | Portland | NBA  | 19 | 583 | 110 | 186 |     |    | 48  | 54 | 49    | 112 | 80   | 32  | 15  |     | 84  | 268 | .591 |     | .889  | 30.7 | 14.1 | 5.9 | 4.2 |
| 1979-80 | 26   | Portland | NBA  | 3  | 51  | 3   | 9   | 0   | 0  | 6   | 6  | 1     | 4   | 4    | 1   | 0   | 3   | 8   | 12  | .333 |     | 1.000 | 17.0 | 4.0  | 1.3 | 1.3 |
| 1980-81 | 27   | Portland | NBA  | 3  | 60  | 9   | 14  | 0   | 0  | 9   | 14 | 5     | 8   | 5    | 2   | 2   | 5   | 9   | 27  | .643 |     | .643  | 20.0 | 9.0  | 2.7 | 1.7 |
| Total   |      |          | NBA  | 25 | 694 | 122 | 209 | 0   | 0  | 63  | 74 | 55    | 124 | 89   | 35  | 17  | 8   | 101 | 307 | .584 |     | .851  | 27.8 | 12.3 | 5.0 | 3.6 |